# Tabaky
Tabaky (ukr. Табаки) – wieś na Ukrainie, w obwodzie odeskim, w rejonie bołgradzkim, w hromadzie Bołgrad. W 2024 liczyła 2127 mieszkańców, głównie Bułgarów.